# Charles Dalmorès
Charles Dalmorès, pseudonimo di Henri Alphonse Brin (Nancy, 1º gennaio 1871 – Hollywood, 6 dicembre 1939), è stato un tenore francese. Ha goduto di una carriera operistica internazionale, cantando acclamato dal pubblico e dalla critica su entrambe le sponde dell'Atlantico durante i primi due decenni del XX secolo.

## Biografia
Nacque il 1º gennaio 1871 come Henri Alphonse Brin a Nancy, in Francia. Dalmorès studiò al conservatorio di musica locale ed intraprese la carriera di cornista con le Orchestre Colonne e Lamoureux. Nel 1894 il Conservatorio di Lione lo nominò professore. Più tardi, quando la sua voce mostrò segni di promessa, abbandonò la musica strumentale e prese lezioni di canto a Parigi. Fece il suo debutto operistico al Théâtre des Arts di Rouen il 6 ottobre 1899, nel pesante ruolo wagneriano di Sigfrido. In seguito trascorse sei stagioni con il Théâtre de la Monnaie di Bruxelles e cantò con successo alla Royal Opera House di Londra, al Covent Garden, nel 1904–1905 e nel 1909–1911.
Il suo debutto americano ebbe luogo nel Faust di Charles Gounod, in cui apparve con la Manhattan Opera Company di New York il 7 dicembre 1906. Trascorse quattro anni con la compagnia, specializzandosi in ruoli francesi. Per il pubblico americano ha creato i ruoli di Julien in Louise di Gustave Charpentier e Jean Gaussin in Sapho di Jules Massenet. Un'altra parte famosa che ha cantato è stata Pelleas in Pelléas et Mélisande di Claude Debussy. È anche apparso in numerose produzioni con la Philadelphia Opera Company tra il 1908 e il 1910.
Nel 1910 Dalmorès fu ingaggiato dalla Chicago Grand Opera Company con la quale si esibì fino al 1914. La compagnia era molto attiva a Filadelfia così come a Chicago e spesso si esibì sotto il titolo di Philadelphia-Chicago Grand Opera Company mentre si trovava in quella città. Con quella compagnia ha interpretato in particolare il ruolo di Vinicius nella prima statunitense di Quo vadis di Jean Nouguès. Nel 1917 Dalmorès si unì alla Chicago Opera Association. Lì cantò per la prima volta i ruoli principali in Parsifal e Tristano e Isotta di Richard Wagner. Ha anche visitato la Germania e l'Austria in diverse occasioni prima dello scoppio della prima guerra mondiale, esibendosi in Wagner in lingua originale a Berlino e in altre città. Nel 1908-1909 apparve alla Wiener Staatsoper e interpretò il ruolo di Lohengrin, nell'omonima opera di Wagner, al Festival di Bayreuth del 1908.
Alto per essere un tenore, fu elogiato dalla critica contemporanea non solo per la sua voce forte, ferma e ben modulata, ma anche per la sua impressionante presenza scenica e recitazione. Fortunatamente, ha realizzato numerosi dischi di grammofono per la Victor Talking Machine Company che sono stati ristampati su CD. Prodotti tra il 1907 e il 1912, confermano l'eccellenza della sua musicalità e la potenza imponente del suo canto declamatorio, anche se il top della sua gamma suona un po' ristretto su questi dischi centenari. Uno dei suoi dischi più celebri è un'interpretazione del 1907 dell'aria di Manrico "Ah! si, ben mio", da Il trovatore di Giuseppe Verdi, in cui mostra una linea di legato mirabilmente liscia, un fraseggio elegante e uno splendido trillo. Ha anche registrato alcune canzoni francesi, nonché arie e duetti di varie opere, tra cui Lohengrin, Le prophète di Giacomo Meyerbeer, Samson et Dalila di Camille Saint-Saëns, Les Contes d'Hoffmann di Jacques Offenbach, Carmen di Georges Bizet, Grisélidis di Massenet e Romeo e Giulietta e Faust di Gounod.
Dalmorès tornò in Francia nel 1918 ma successivamente andò negli Stati Uniti per vivere dove insegnava canto. Morì a Hollywood, in California, il 6 dicembre 1939, all'età di 68 anni.

## Eredità
Nel pantheon dei grandi tenori drammatici/lirico-drammatici francesi, il suo posto è assicurato. Dimostrò di essere un degno successore di Jean de Reszke (la più grande star dell'opera maschile del suo tempo), Léon Escalais e Albert Alvarez, ognuno dei quali godette di carriere internazionali durante il 1890 e l'inizio del 1900. Di quei tenori di lingua francese che ne assunsero il ruolo, i più stimati furono Paul Franz e Fernand Ansseau, seguiti a loro volta da René Maison, Georges Thill e, infine, José Luccioni, che fu l'ultimo rappresentante di questo illustre casato. Luccioni si ritirò nel 1962. Non ci sono tenori francesi dalla voce sonora, di una statura paragonabile, che cantino oggi.